# プラダマリア
プラダマリア（Pradamalia）は、2018年11月にプラダが発売開始したギフトコレクション。

## 概要
プラダマリアはプラダとニューヨークのデザインスタジオ「2×4」とのコラボレーションで誕生した7つの不思議な生き物のミニチュア。それぞれDisco (ディスコ)、Socks (ソックス)、Fiddle (フィドル)、Otto (オット)、Toto (トト)、Scuba (スキューバ)、Spot (スポット) と名付けられ、何らかのスーパーパワーを持っている設定になっている。

## 差別問題
キャラクターのひとつであるOttoは濃い茶色の肌で腹の部分が黒く、真っ赤な分厚い唇という容姿。12月13日、ニューヨーク・ソーホー地区にあるプラダの店頭に陳列されていたOttoを見たある弁護士が「人種差別的で、侮辱的。私は怒りに震えている。『プラダ』は恥を知るべき」とSNSに投稿。プラダは当初、このキャラクターは「想像上の生き物で、現実世界とは無関係」と主張していたが、12月16日に謝罪とOttoを使った製品の発売停止を表明した。